# Stantonia scutellaris
Stantonia scutellaris är en stekelart som beskrevs av Van Achterberg 1987. Stantonia scutellaris ingår i släktet Stantonia och familjen bracksteklar. Inga underarter finns listade i Catalogue of Life.